# Alexandru Tirlea
Alexandru Tirlea (Alcalá de Henares, Madrid, 28 de març de 2000) és un futbolista espanyol, nacionalitzat romanès, que juga en la demarcació de lateral dret al Club Gimnàstic de Tarragona de la Primera Federació.

## Biografia
Després de formar-se com a futbolista en les categories inferiors del Reial Madrid C. F., finalment en 2019 va marxar cedit al Salamanca C. F. UDS. Va debutar amb l'equip Salamantí contra el Arenas Club. Després d'un any cedit al club, va marxar traspassat a la disciplina del Deportivo Alavés. Va debutar amb el segon equip l'1 de novembre de 2020 contra el Reial Racing Club de Santander, partit que va guanyar per 3-0 l'equip càntabre. El 14 de desembre de 2021 va debutar amb el primer equip a Copa del Rei contra el Linares Deportivo. El seu debut en lliga es va produir quatre dies després, contra el Rayo Vallecano, guanyant al conjunt rayista per 2-0.
El 19 de juliol de 2022, després d'haver finalitzat el seu contracte amb el Deportivo Alavés, va signar amb el Gimnàstic de Tarragona per un any més dos opcionals.